# George Underwood
George Bernard Underwood (Manchester, 4 de noviembre de 1884 - Boston, 28 de agosto de 1943) fue un atleta y campeón olímpico de EE. UU..
Underwood asistió a los Juegos Olímpicos de San Luis 1904, Estados Unidos; donde ganó la medalla de oro junto con los compatriotas Paul Pilgrim, Arthur Newton, Howard Valentine y David Curtis Munson, quien, en representación de los Estados Unidos ganó la carrera en equipos de cuatro millas.